# Cirujano plástico

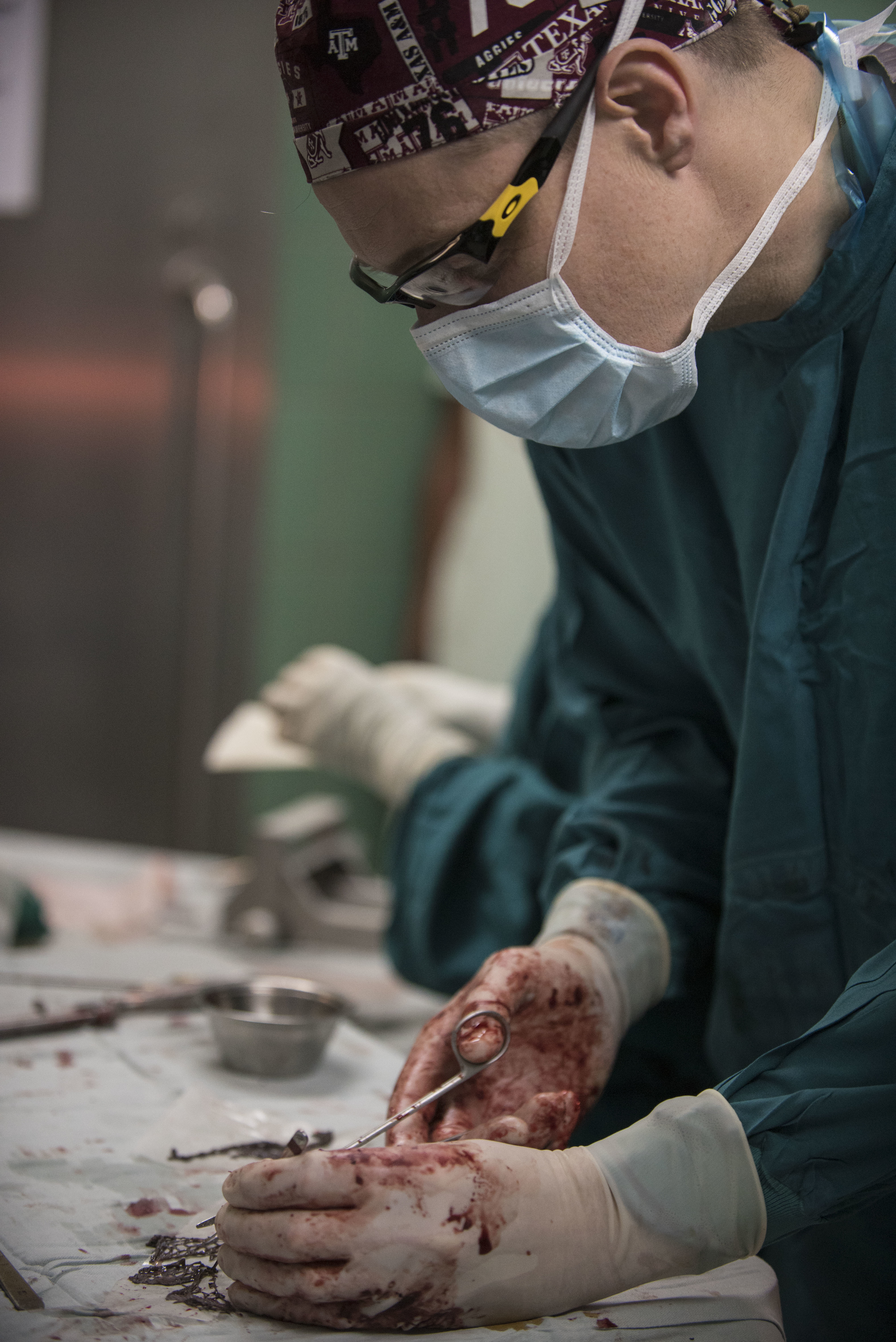
El teniente coronel del ejército de EE. UU. Neil McMullin, cirujano plástico asignado al Centro Médico del Ejército Brooke en San Antonio, Texas, prepara un injerto de piel durante el Ejercicio de Entrenamiento de Preparación Médica 17-2 en el 37.º Hospital Militar en Acra, Ghana.

El cirujano plástico es el médico especializado en cirugía estética y reconstructiva.

## Campo de acción y finalidad
Los cirujanos plásticos realizan indistintamente cirugías estéticas y reparadoras o reconstructivas y con su tarea logran mejorar la calidad de vida del paciente.

## Especialización
Aunque depende de cada país, en general la formación como cirujano plástico requiere un periodo de 5-6 años operando bajo supervisión. En España por ejemplo, se accede a la especialidad mediante el examen MIR. Posteriormente, viene un periodo de 5 años de ejercicio profesional bajo supervisión. Tras dicho periodo, el Ministerio de Educación expide el título de Especialista en Cirugía Plástica, Reconstructiva y Estética. Aunque es habitual que otros médicos se refieran como Cirujanos Estéticos o Cosméticos, solo es oficial el título de Cirujano Plástico, Reconstructivo y Estético, siendo el resto de nominaciones, títulos no oficiales. En Estados Unidos, los nuevos programas ("integrated program") son de duración 6 años, siendo programas de formación muy similares al Español. 
Es un título de especialista relativamente reciente comparado con otros.

## Educación médica continua
Se agrupan en sociedades científicas especializadas donde continúan su formación y actualización médica, que les permite estar al tanto de los cambios y avances de la especialidad. En algunos países, se complementa con el proceso de recertificación médica periódica.